# محافظة ني أن
محافظة ني ان  ( بالفيتنامية : Nghệ An ) هي إحدى محافظات فيتنام. وتقع في الساحل الوسط شمالي.

## أعلام
- لي كونغ فينه
- فام فان كويين

## روابط إضافية
- Nghe An نسخة محفوظة 11 يناير 2016 على موقع واي باك مشين. - Ha Tinh نسخة محفوظة 11 يناير 2016 على موقع واي باك مشين. Forum